# Política climática da União Europeia
A política climática da União Europeia é uma área política europeia que visa evitar que o aumento de temperatura por efeito das alterações climáticas exceda 2 ºC e reduzir efeitos negativos do aquecimento global. Com isto, estabeleceu um roteiro de transição para uma economia hipocarbónica competitiva (em inglês: low carbon economy) até 2050.
Ponto de partida da política cimática da União Europeia é o Programa Europeu das Alterações Climáticas (em inglês: European Climate Change Programme), estabelecido em 2000 para realizar os objetivos do Protocolo de Quioto. Principal medida deste programa é o Regime Comunitário de Licenças de Emissão da União Europeia, ou seja o comércio internacional de emissões na União Europeia, que entrou em vigor em 1 de janeiro de 2005.

## Introdução
A União Europeia participa há vários anos no combate aos efeitos da alterações climáticas, que constituem um dos maiores desafios com que a humanidade terá de se defrontar nos próximos anos. O aumento das temperaturas, a fusão dos glaciares, a multiplicação de episódios de seca e de inundações são outros tantos sinais de que o processo está em curso. O risco é enorme para o planeta e para as gerações futuras e obriga-nos a agir com urgência.
A União Europeia integrou também o controlo dos gases com efeito de estufa nas ações que se propõe empreender.

## Estratégias de ação

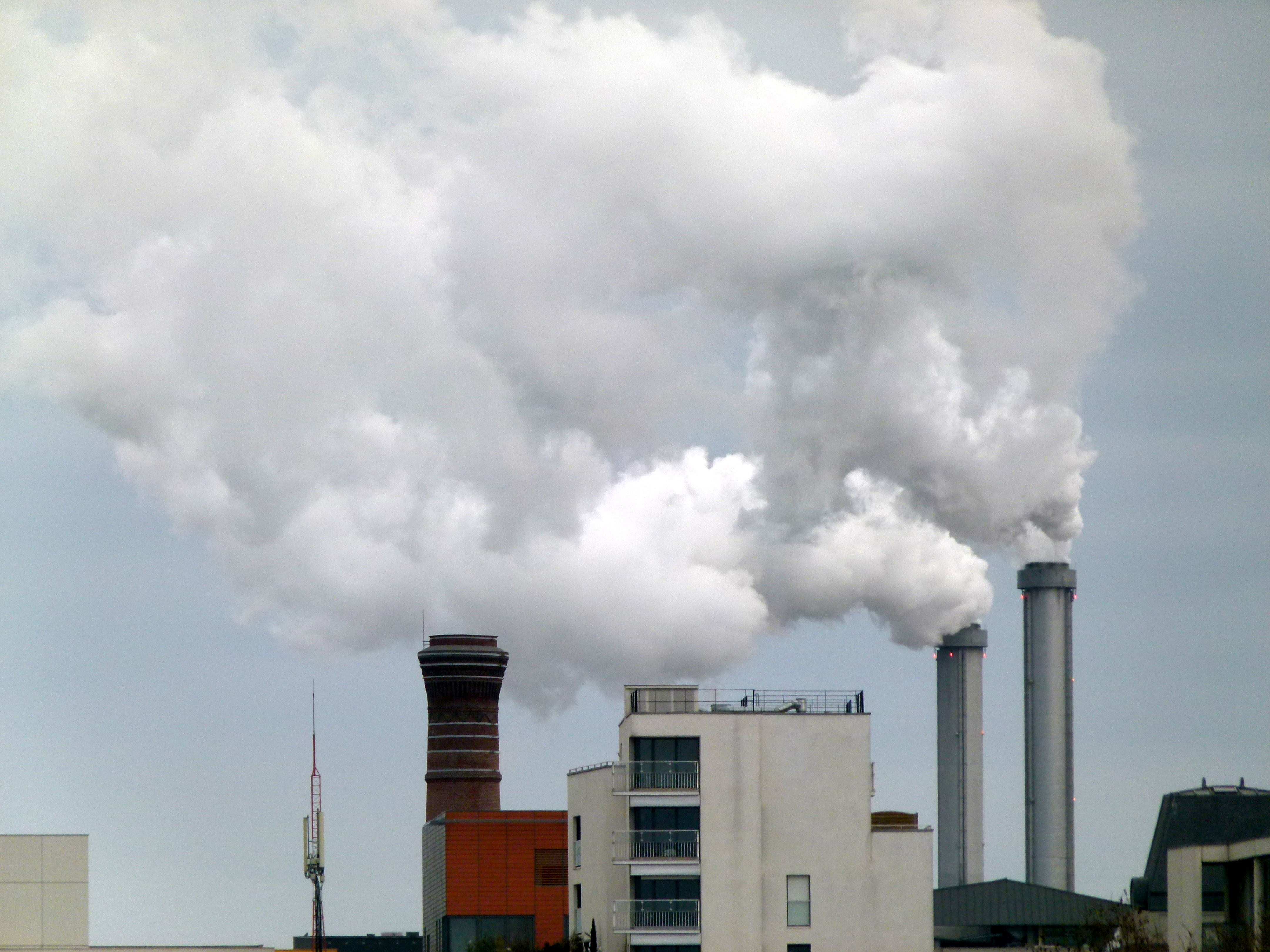
Gases com efeito de estufa.

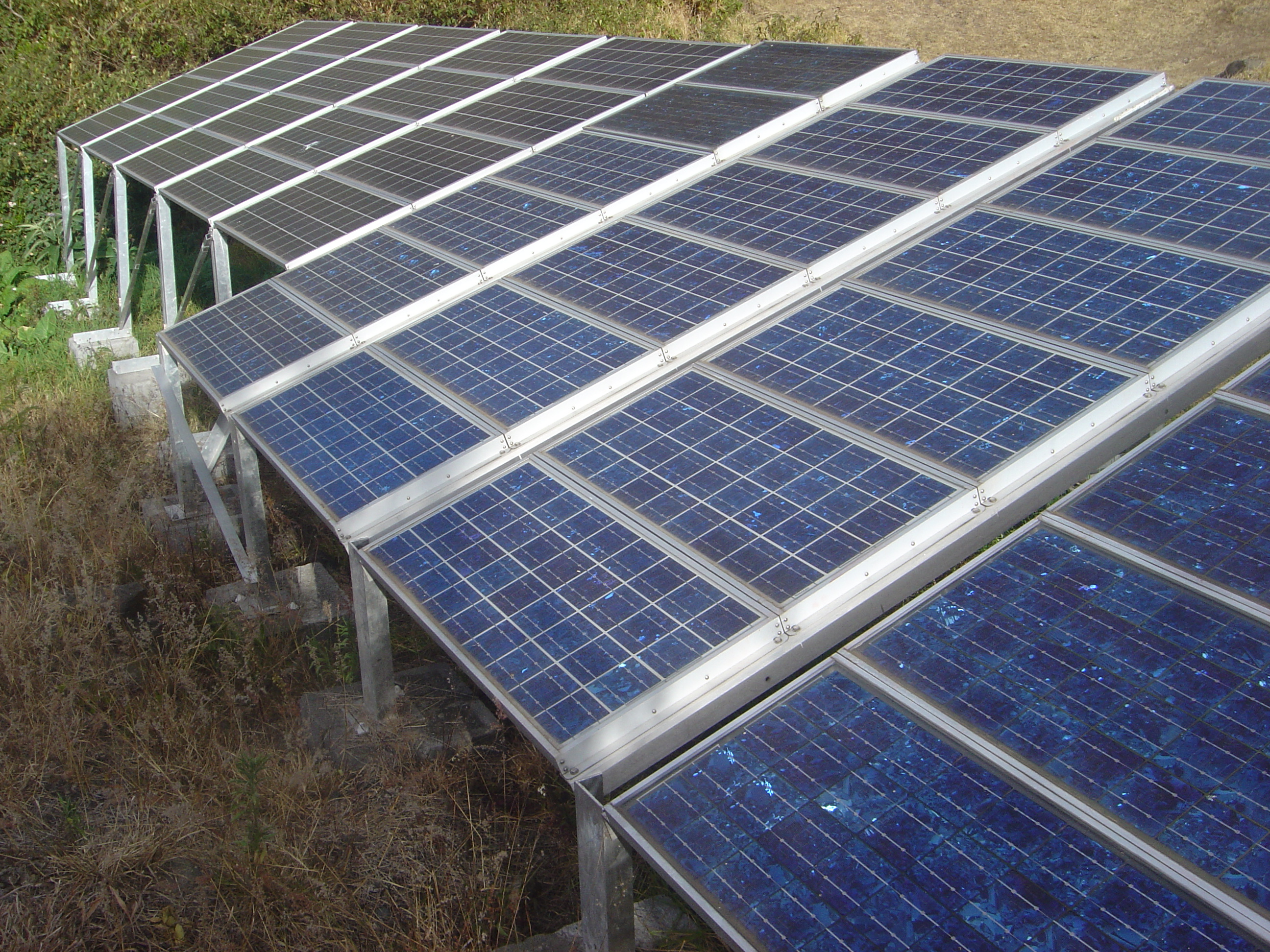
Energias renováveis.

O combate às alterações climáticas deverá fazer-se em duas frentes~: por um lado, na mitigação dos efeitos e causas já hoje sentidos e conhecidos, nomeadamente através da redução das emissões de gases com efeito de estufa e medidas de combate à desertificação e erosão e, por outro lado, no desenvolvimento e promoção do uso de formas alternativas de energia, entre as quais as renováveis, bem como ações que promovam o desenvolvimento sustentável.
A redução dos gases com efeito de estufa é um elemento fundamental da ação da União Europeia, que, graças a um mecanismo de vigilância, acompanha regularmente as emissões e a absorção desses gases. Para diminuir progressivamente essas emissões, a União Europeia colocou também em prática um sistema baseado nas regras de mercado, o comércio de licenças de emissão de gases com efeito de estufa – e adotou regras especificamente aplicáveis aos gases fluorados com efeito de estufa.
Através destas mudanças, a modernização da economia europeia, vai se poder orientar para a construção de um futuro no qual a sociedade esteja adaptada às novas necessidades e no qual sejam criadas novas oportunidades de crescimento e de emprego.

## Ponto de viragem
No Conselho Europeu em 2007, a União Europeia assumiu uma posição de liderança a nível mundial no que respeita aos desafios colocados pelas alterações climáticas e pelo abastecimento de energia segura, sustentável e competitiva, bem como ao desafio de fazer da economia europeia um modelo de desenvolvimento sustentável no século XXI.

## Principais objetivos
- Aumentar para 20 % a parte da energia proveniente de fontes renováveis no consumo da União Europeia até 2020;
- Reduzir em, pelo menos, 20 % as emissões de gases com efeito de estufa da União Europeia, em relação aos níveis de 1990;
- Reduzir em 20 % o consumo de energia primária, em relação aos níveis previstos, através do investimento na eficiência energética.[9]

## Redução de gases de efeito de estufa
A União Europeia integrou o controlo dos gases com efeito de estufa nas ações que se propõe empreender com vista à realização de 5 objetivos.

### Consumo mais eficiente de energias menos poluentes
Um mercado da energia mais seguro e mais sustentável, com um pacote de medidas adotado em 2007 (pacote "energia"), a União Europeia lança as bases de uma verdadeira política energética comum. Através, nomeadamente, de medidas fiscais, a União Europeia procura também garantir uma maior sustentabilidade do mercado da energia.
Contenção e racionalização do consumo de energia graças à eficiência energética, para fazer da eficiência energética e da poupança de energia um pilar da sua política energética, a União Europeia lançou um vasto processo de consultas, sob a forma de um Livro Verde, e adotou um plano de ação para o período de 2007-2010. Adotou igualmente medidas específicas, nomeadamente no que diz respeito ao rendimento e à rotulagem dos produtos consumidores de energia.
Para que as energias renováveis sejam uma alternativa real e acessível, em 2007, a União Europeia estabeleceu como objetivo a atingir até 2020 que 20% do consumo europeu de energia sejam garantidos por fontes renováveis. Para isso, adotou medidas destinadas a promover as fontes de energia renováveis e a desenvolver o mercado dessas energias, nomeadamente nos setores da biomassa e dos biocombustíveis.

### Transportes mais limpos e mais equilibrados
Realização dos objetivos da política de transportes, o ambicioso relançamento da política de transportes, com base num Livro Branco adotado em 2001, contribuirá de modo significativo para reduzir as repercussões dos transportes nas alterações climáticas. Este objetivo passa, nomeadamente, por uma melhor gestão dos transportes de mercadorias e pela utilização dos instrumentos tecnológicos disponíveis.
Conciliação dos transportes rodoviários e aéreos com o ambiente. A União Europeia adotou um grande número de medidas destinadas a diminuir as repercussões dos transportes rodoviários e aéreos, entre as quais a limitação das emissões poluentes, medidas de gestão do tráfego e medidas fiscais.
Por último e não menos importante é a promoção do transporte ferroviário e fluvial e intermodalidade.

### Responsabilização das empresas, sem prejuízo da sua competitividade
As empresas têm a obrigação de ter em conta e reduzir as repercussões no ambiente, decorrentes das suas atividades (princípio do «poluidor-pagador») e dispõem de vários instrumentos de gestão que podem ajudá-las nesse sentido.

### Ordenamento do território e agricultura ao serviço do ambiente
Uma boa gestão dos solos e da utilização que lhes é dada podem contribuir para reduzir as emissões antropogénicas de gases com efeito de estufa, nomeadamente através da captura de carbono e da promoção das atividades que produzem poucas emissões.

### Criação de um quadro favorável à investigação e à inovação
A União Europeia disponibiliza numerosas ajudas financeiras, diretas ou indiretas, nomeadamente para apoio a projetos inovadores e ao desenvolvimento tecnológico.

## Meios para atingir os objetivos

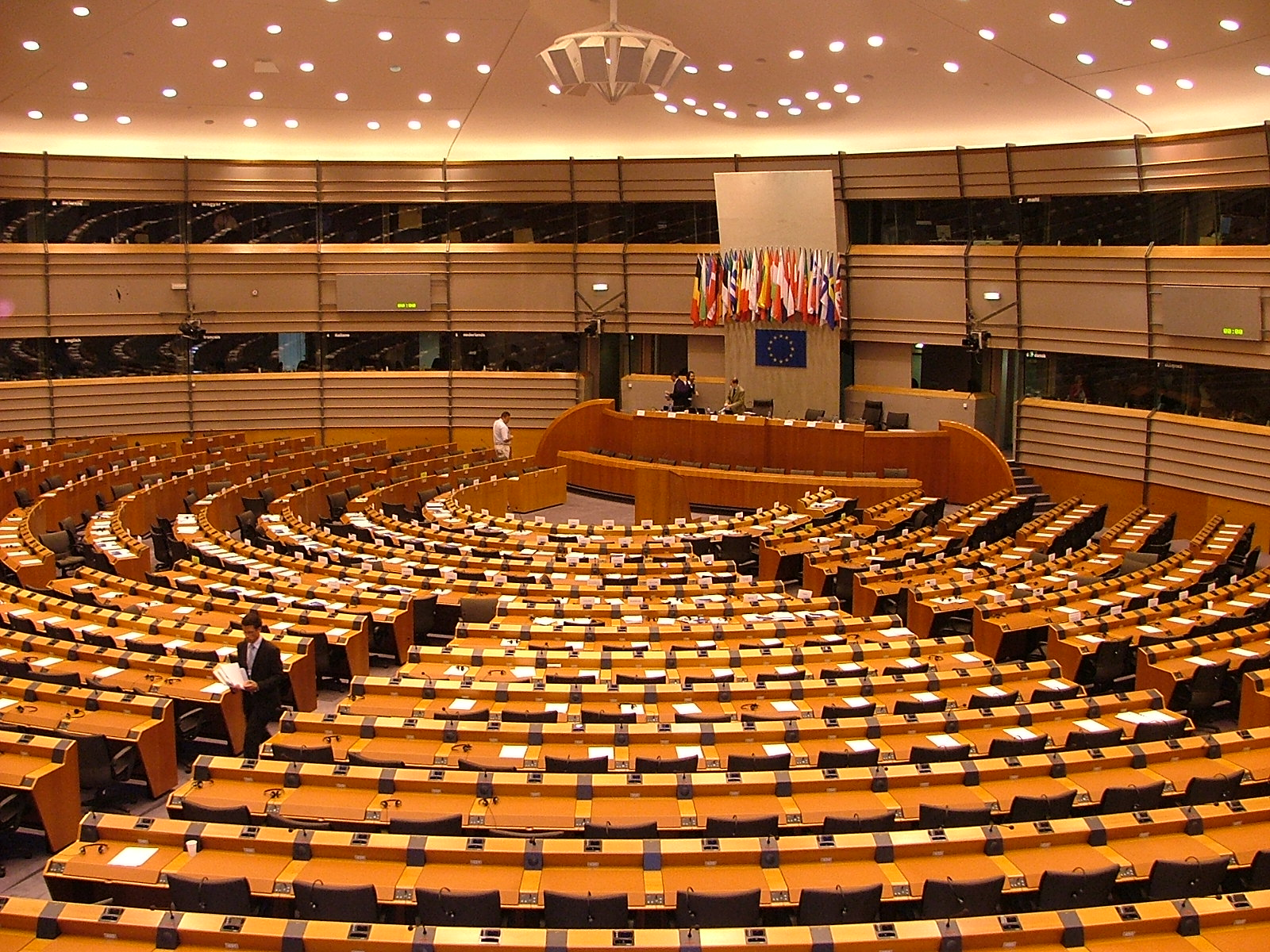
Parlamento Europeu.

Através do Regime Comunitário de Licenças de Emissão da União Europeia (RCLE UE):
- Obriga as empresas a restituir direitos de emissão equivalentes ao total das suas emissões de CO2 (dióxido de carbono) e outros gases com efeito de estufa;
- No âmbito do Protocolo de Quioto, os países industrializados podem cumprir uma parte dos seus compromissos em matéria de redução de emissões investindo em projetos de redução das emissões no estrangeiro, nomeadamente nos países em desenvolvimento.

Atualmente, o sistema de comércio de emissões da União Europeia inclui 30 países (27 Estados-membros mais a Islândia, Noruega e Liechtenstein). O sucesso da iniciativa comunitária tem levado outros países e regiões a adotá-la.

## Oportunidades
- As importações de petróleo e de gás deverão diminuir em cerca de 50 milhões de euros em 2020;
- Ao incentivar as empresas a utilizar tecnologias energéticas com baixo teor de carbono, o desafio colocado pelas alterações climáticas pode ser convertido numa oportunidade para a indústria comunitária;
- Estima-se que os 20% de energia produzida, proveniente de energias renováveis, permitirá criar quase um milhão de postos de trabalho nessa industria até 2020.[16]

## Princípios fundamentais
1. Os objetivos devem ser atingidos a fim de persuadir os europeus da realidade da mudança, convencer os investidores e mostrar aos parceiros internacionais a determinação da União Europeia;
2. A União Europeia deve reunir todos os seus esforços para promover a conclusão de um acordo global internacional que proteja a redução das emissões de gases com efeito de estufa;
3. A União Europeia deve orientar a sua intervenção para além do horizonte de 2020 para reduzir ainda mais as suas emissões de gases com efeito de estufa por forma a atingir até 2050, o objetivo de reduzir para metade as emissões globais;
4. Os custos devem ser minimizados;
5. Os esforços pedidos aos diferentes Estados‐Membros devem ser justos.[17]